# Cecil Williams
Cecil Nathaniel Williams (Columbia, 28 maggio 1995) è un cestista statunitense naturalizzato camerunese.

## Palmarès
- Coppa di Polonia: 1

Zielona Góra: 2021
- Supercoppa polacca: 1

Zielona Góra: 2020